# Ga Ngọc Lâm
Ga Ngọc Lâm là một nhà ga xe lửa tại huyện Tuyên Hóa, tỉnh Quảng Bình. Nhà ga là một điểm của đường sắt Bắc Nam và nối với ga Đồng Lê với ga Lạc Sơn.

## Các tuyến
- Đường sắt Bắc Nam